# Ted Cruz
Ted Cruz, all'anagrafe Rafael Edward Cruz (Calgary, 22 dicembre 1970), è un politico e avvocato statunitense, senatore per lo Stato del Texas dal 2013. In precedenza, Cruz ha servito come Solicitor General dello stato del Texas dal 2003 al 2008. Membro del Partito Repubblicano, Cruz è un ultraconservatore reazionario della destra cristiana religiosa, favorevole alla pena di morte e contrario all'aborto, ai matrimoni gay (sostenendo però che debba essere il singolo Stato a decidere al riguardo), alla limitazione del traffico delle armi, all'aumento delle tasse ed all'immigrazione (ritenendo che l'ingresso nel Paese dovrebbe essere garantito ai soli cristiani).
È stato candidato alle primarie del Partito Repubblicano in previsione delle elezioni presidenziali del 2016, in cui è stato sconfitto da Donald Trump e da cui si è ritirato il 3 maggio 2016.

## Biografia
Nato in Canada, è figlio di un immigrato cubano, Rafael Bienvenido Cruz, e di Eleanor Elizabeth (Darragh) Wilson, statunitense di origini irlandesi e italiane. Per i primi quattro anni di vita, Cruz crebbe nel Canada; in seguito i genitori si stabilirono definitivamente a Houston. Ted studiò a Princeton e Harvard e successivamente lavorò come consulente legale per alcuni politici come John Boehner e George W. Bush.
Fra il 2003 e il 2008 ricoprì la carica di Solicitor General del Texas, per poi tornare a svolgere privatamente la professione di avvocato. Nel 2011, quando la senatrice Kay Bailey Hutchison annunciò il proprio ritiro al termine del mandato, Cruz si candidò per il suo seggio e riuscì a vincere le elezioni, insediandosi al Senato degli Stati Uniti per il Texas nel gennaio 2013.

### Elezioni presidenziali del 2016

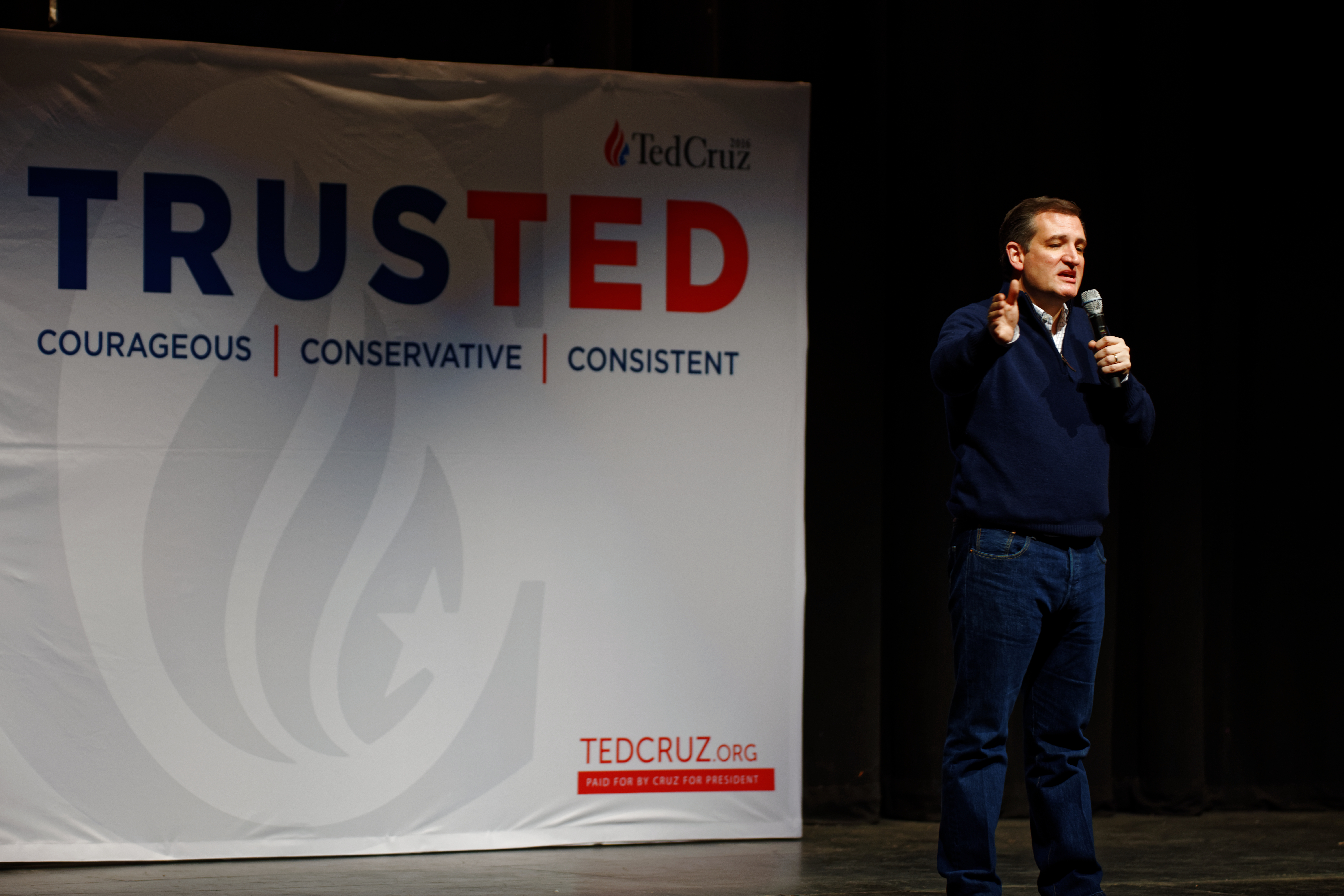
Ted Cruz durante un discorso

Il 23 marzo 2015 Cruz annunciò ufficialmente la candidatura alla nomination repubblicana 2016 come presidente degli Stati Uniti d'America alla Liberty University della Virginia. Fu il primo politico in assoluto ad annunciare la propria candidatura alle primarie 2016 per le elezioni presidenziali del 2016.
La sua candidatura rappresenta la destra Tea Party, emersa all'inizio della Presidenza Obama, come reazione alle politiche di sinistra ma pure ai politici di lungo corso dell'istituzione del Partito Repubblicano. Cruz è ultra-conservatore in tema fiscale, risultando l'unico a votare per lo Shutdown (chiusura totale dello Stato federale) pur di rigettare l'accordo coi Democratici di rialzo del debito federale nel bilancio annuale; nei temi etici è contrario all'aborto, ai matrimoni gay, alla legalizzazione della marijuana ed a qualsiasi limite al possesso di armi e favorevole alla pena di morte. Chiede l'abolizione immediata della riforma sanitaria dell'Obamacare e una posizione muscolare degli USA contro la Russia, la Cina e soprattutto il terrorismo islamico, che secondo lui è da bombardare a tappeto, anche a costo di uccidere civili.

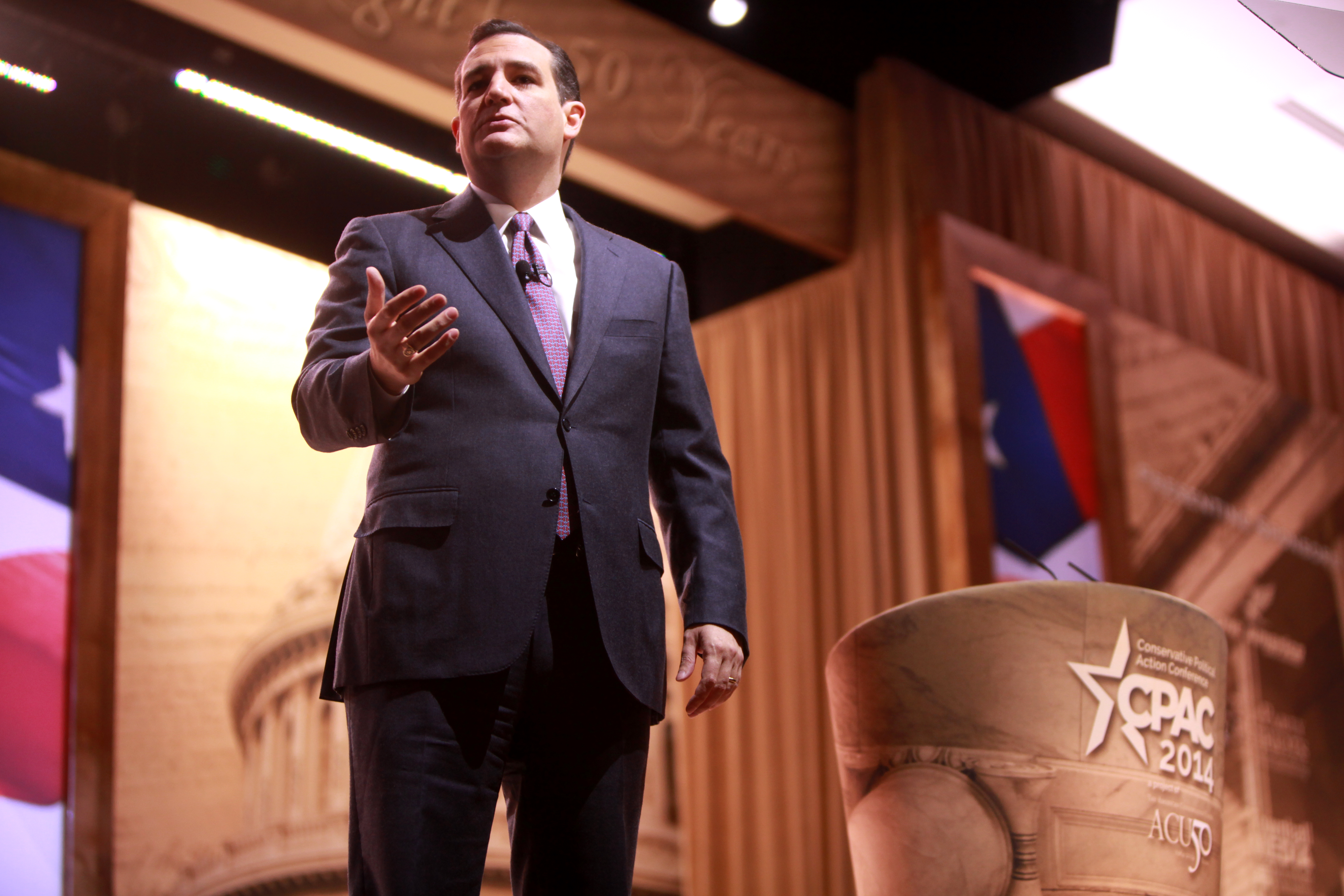
Cruz mentre parla nel 2014 alla Conferenza dell'Azione politica conservatrice (CPAC) nel National Harbor, Maryland

Ha una posizione ferrea anche in tema di immigrazione, dicendosi favorevole, come Donald Trump, alla costruzione di un muro col Messico, oltre che a limitare l'ingresso negli USA ai soli cristiani, ed è favorevole ad rafforzamento del Patriot Act per limitare le libertà civili e proteggere la sicurezza nazionale contro ISIS e Al Qaida. Il bacino di voti naturale di Cruz pareva porsi nella destra evangelica protestante, determinante negli Stati del West e nel Sud, chiamati Bible Belt. Secondo Cruz, "la Bibbia deve avere una posizione primaria anche sulla Costituzione". Queste posizioni ideologiche gli hanno inimicato da tempo la maggioranza del partito, così come l'abitudine di essere spesso l'unico repubblicano a votare al Senato contro qualsiasi compromesso bipartisan. Il moderato John Boehner, ex speaker della Camera, lo ha tacciato come "il più infame degli opportunisti politici".
All'inizio, i sondaggi lo danno tra il 6.5-7% a metà classifica tra i 17 competitor, poco sopra all'altro collega Tea Party, il senatore di origini cubane Marco Rubio (5.7-6.3%), lontano dal moderato ex governatore della Florida Jeb Bush (14%), il governatore del Wisconsin, il Tea Party Scott Walker (13%), il senatore libertiano Rand Paul (8,5%) e il neurochirurgo nero ultraconservatore anti-apparato Ben Carson (8%). Con la discesa in campo dei candidati populisti nell'estate 2015, la sfida diventa un duello tra il miliardario newyorkese Donald Trump (29%) e il neurochirurgo nero Ben Carson (22%), neofiti della politica e "insurgents"; Bush precipita al 7%. A settembre la cometa Carson sparisce la corsa è un duello fra Donald Trump (36-37%), Cruz (16-17%) e Marco Rubio (10-11%).

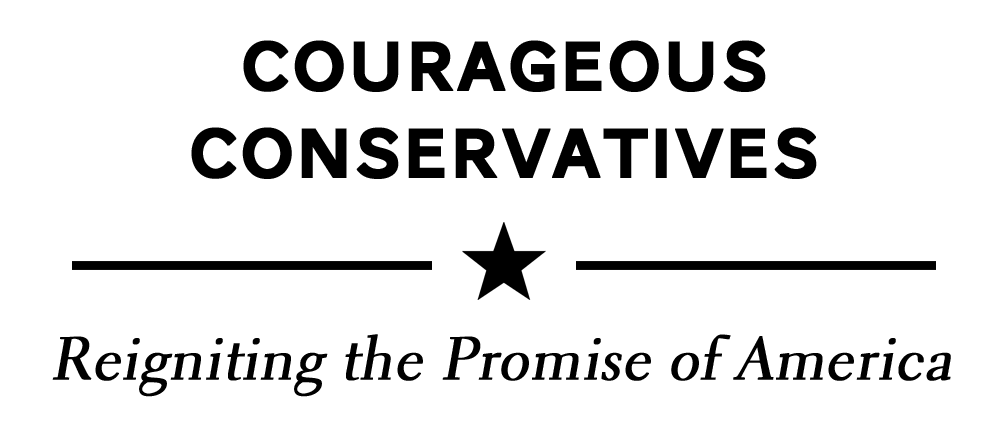
Slogan di Cruz

Il 1º febbraio 2016, al primo voto nei caucus dell'Iowa i sondaggi prevedono una vittoria di Trump, ma Cruz risulta vincitore col 27,6% con 51.667 voti pari a 8 delegati, superando Trump al 24,3% con 45.429 voti e Rubio al 23,1% con 43.228 voti, entrambi 7 delegati. La composizione demografica dell'Iowa lo favorisce: contadini e fattorie, elettorato bianco evangelico, per i cui comizi mobilita anche il padre pastore. La beniamina dei Tea Party, Sarah Palin, ex candidata vicepresidente nel 2008 ed ex governatrice dell'Alaska, tuttavia aveva appoggiato Donald Trump. Trump chiese l'annullamento del voto, o la ripetizione dello stesso, accusando i sostenitori di Cruz di aver fatto circolare la falsa voce del ritiro del neurochirurgo nero Ben Carson (4º col 9,3%), amato dalla destra evangelica, per vincere. L'apparato del GOP decise di archiviare il caso, per il quale lo stesso Cruz si è dovuto scusare. Le tattiche manipolatorie usate si ritorsero contro Cruz, da allora in poi dileggiato senza sosta da Trump dello spregiativo Lyin Ted, come caratterizzazione di un politico ipocrita e falso, disposto a usare sporchi trucchetti per vincere. Trump accuserà Cruz pure di ineleggibilità, in quanto nato in Canada da genitori americani, fino a ricorrere in un tribunale dell'Iowa per dichiararlo tale; la tesi "birther" fu usata da Trump già anni prima contro Obama.
La vittoria non smuoverà mai né colleghi GOP né finanziatori, i quali preferiscono puntare su Rubio. Il 7 febbraio, le primarie in New Hampshire palesano le difficoltà di Cruz ad imporsi: 3ª con l'11,7% pari a 33.168 voti (3 delegati) superato dal governatore del vicino Ohio, il moderato John Kasich col 15,8% e il vincitore Trump col 35,3%. Il 20 febbraio, le primarie della Carolina del Sud, vedono il secondo trionfo di Trump col 33% prendendo tutti i delegati; al secondo posto Rubio (22,5%) e Cruz (22,3%) con una differenza di poco superiore ai mille voti (166.569 voti contro 165.409); gli altri si attestano sotto al 10%. Il 23 febbraio, nel caucus del ricco Nevada la situazione si ripete specularmente: vittoria di Trump col 45% e Cruz al 3º posto col 21% con 16.409 voti (6 delegati); Rubio col 24% con 17.933 voti con una differenza di poco più di mille voti.
Il 1º marzo, il SuperTuesday che mette al voto 15 Stati vede Cruz presentarsi come l'unica alternativa a Trump mentre segna la fine per Rubio. Cruz vince facilmente nel suo Texas con il 44% contro il 27% di Trump. Inoltre, Cruz riesce a vincere anche in Alaska col 36% contro il 34% di Trump (appoggiato qui dall'ex governatrice Tea Party Palin) e 15% di Rubio; in Oklahoma col 34% contro il 28% di Trump e il 26% di Rubio. Cruz, privo di appoggi dei grandi del partito, è stabilmente secondo scalzando Rubio a distanza e spesso insidiando ai punti Trump: Arkansas 30% (Trump 33% Rubio 25%); Minnesota 29% (Rubio 36%, Trump 21%); Tennessee 25% (Trump 39% Rubio 21%); Alabama 21% (Trump 43% Rubio 19%). Arriva terzo col 24% al filo su Rubio col 25% e Trump vincitore col 39% in Georgia; in Virginia col 17% contro il 32% di Rubio e il 35% di Trump; in Massachusetts col 10% contro il 17% di Rubio, il 18% di Kasich e il 49% di Trump; appena il 10% contro il 19% di Rubio, il 31% di Kasich e il 33% di Trump in Vermont. Il bottino di delegati conquistati è impietoso: 456 delegati a Trump (32%), 378 delegati a Cruz (28%), 144 delegati a Rubio (14%), 37 a Kasich e solo 8 a Carson (che si ritira).
Il 5 marzo, le primarie in Kansas, Louisiana, Kentucky e Maine vedono spartirsi le vittorie tra Trump e Cruz tallonandosi a pochi punti; Rubio è sempre più irrilevante. Nel Kansas Cruz ottiene uno strepitoso 47% contro il 23% di Trump e 17% di Rubio conquistando tutti i delegati; in Maine col 46% contro il 33% di Trump e il misero 8% di Rubio. Tuttavia anche nella grande Louisiana ottiene il secondo posto col 38% contro il 41% del vincitore Trump (Rubio confinato all'11%); in Kentucky col 32% contro il 36% di Trump (magro anche il 16% di Rubio). Il giorno seguente, Porto Rico regala a Rubio il 71%, il 13% a Trump ed il 9% di Cruz. L'8 marzo, Idaho gli regala un ottimo 46% contro il 28% di Trump ed il 16% di Rubio, assegnandogli tutti i delegati; negli Stati più grandi di Michigan, Mississippi e Hawaii ottiene dei buoni secondi posti: 25%, 36% e 33% contro 37%, 47% e 42% di Trump (Rubio ormai out al 9%, 5% e 13%). Nei caucus delle Isole Vergini, dove il 65% va agli indipendenti, Cruz arriva primo tra i nazionali col 12% contro il 10% di Rubio ed il 6% di Trump; idem nella piccola isola di Guam: su 9 delegati agli indipendenti vanno 8 ed 1 a Cruz.
Il 12 marzo, il voto nel Distretto di Columbia, ossia la capitale Washington, vede la terza vittoria di Rubio, che grazie ai dipendenti del partito ottiene il 37%. Kasich perde per un soffio posizionandosi al 36%. Dietro Trump al 14% e Cruz al 12%. È prima settimana in cui Cruz ottiene il primato di delegati e dà filo da torcere a Trump : 138 a 128 col miliardario primo per Stati vinti, percentuali e voti ottenuti, anche se di poco. Il 15 marzo, il Mega Martedì col voto in 6 grandi Stati lancia la candidatura di Cruz come unico vero avversario sul campo di Trump e affonda definitivamente Rubio. Il voto in Florida rappresenta la Waterloo di Rubio: 47% Trump contro il 27% Rubio; 17% a Cruz: tutti 99 delegati al tycoon. Cruz non riesce a vincere, ma diventa l'anti-Trump: nel Missouri parità assoluta al 41% (Trump vince per 2.000 voti); in Carolina del Nord 40% contro 36% di Cruz; Illinois 39% contro 30%; in Ohio il governatore Kasich trionfa col 47% contro il 36% di Trump e il 13% di Cruz conquistando tutti i 66 delegati, rimanendo il terzo incomodo nella corsa dopo Trump e Cruz; Trump nelle Isole Marianne va al 73% Cruz fermo al 24%.
Con l'uscita di scena di Rubio, si profila la nomination di Trump. Il candidato sconfitto del 2012 Mitt Romney decide di dare il suo appoggio in Utah a Cruz, seguito da Jeb Bush e Lindsey Graham. Il sostegno a Cruz fu meramente strumentale: qualora dopo le primarie Trump non avesse raggiunto la maggioranza assoluta di delegati (1.237), la designazione del candidato Presidente si sarebbe svolta mediante una "open" o "broken Convention", in cui i delegati avrebbero potuto scegliere, secondo statuto, il candidato indipendentemente dal risultato delle primarie e dal candidato con cui sono stati eletti. Su questa strategia, denunciata da Trump come "rigged", Cruz farà perno: vince col 69% nei caucus in Utah, contro il 17% di Kasich e il 14% di Trump; perde con forte margine in Arizona (28%), con Trump al 46%, e 11% a Kasich. Piccola vittoria in Dakota del Nord, dove vincono 17 delegati indipendenti, ma Cruz riesce ad eleggerne 10 contro 1 di Trump e 0 di Kasich; le Samoa Americane lasciano tutti a bocca asciutta: 9 delegati indipendenti e 0 per i nazionali.
Il 5 aprile, le primarie nel Wisconsin segnano lo zenith nella campagna di Cruz. L'appoggio capillare di tutto l'apparato GOP, dal Governatore Walker ai pastori evangelici, dalla stampa alle radio, gli spot televisivi martellanti contro Trump, finanziati dai SUPERPAC, porta Cruz a stravincere col 48%, conquistando 36 delegati; Trump, dopo una settimana di gaffes e dichiarazioni controverse, si ferma al 35% e solo 6 delegati. Dietro ancora Kasich fermo al 16%.
Le successive convention chiuse del Colorado e Wyoming vengono denunciate da Trump e molti elettori inferociti come "primarie senza elettori", frutto di un sistema corrotto che vuole impedirgli di vincere. Infatti, in Colorado, cambiando le regole, i dirigenti locali assegnano a tavolino a Cruz tutti i 30 delegati, e 4 dei 7 delegati indipendenti; in Wyoming Ted conquista 14 delegati, 3 vanno agli indipendenti. Nonostante Trump avesse ottenuto oltre 25 delegati, il 10% e 300.000 voti in più, Cruz riuscì a vincere il doppio degli Stati: 4 a 2, seppure i meno popolosi.

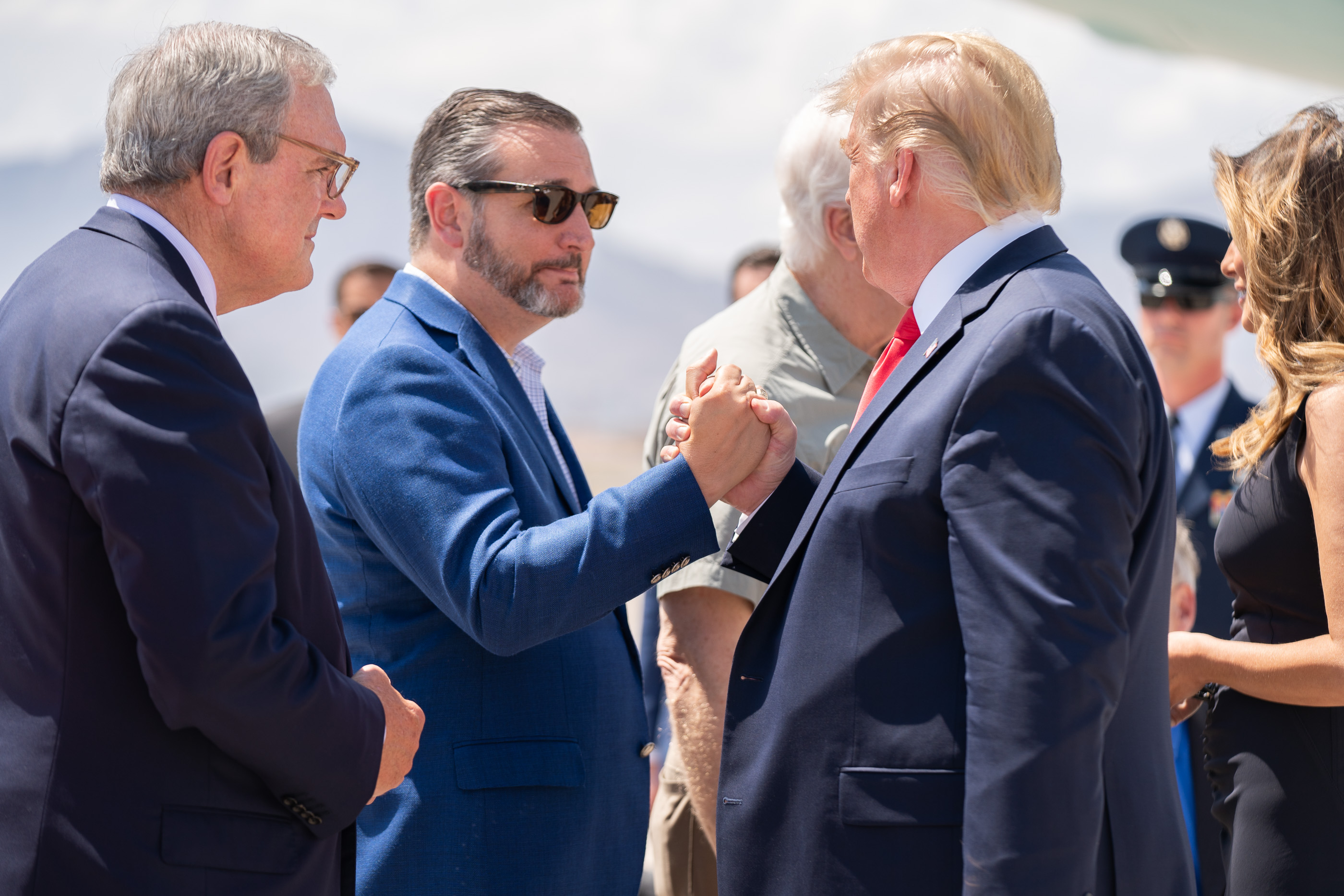
Cruz e l'allora presidente Donald Trump nel 2019

Dopo le sconfitte subite negli Stati del West, Trump risorge nel suo Stato di New York, che Cruz ha offeso a gennaio in un dibattito TV, citando con disprezzo i "New York Values". Qui, Trump ottiene una ciclopica vittoria: 60% pari a 538.779 voti; Kasich 25% pari a 219.770; Cruz relegato al 14%, pari a 126.989. Fu la più grande vittoria alle primarie Repubblicane 2016, vista la nettezza del risultato, la grandezza e l'importanza dello Stato (quarto dopo il 73% di Trump alle Samoa, il 71% di Rubio a Porto Rico e 69% di Cruz in Utah, ma secondari perché piccoli ed ininfluenti). Per Trump la vittoria ha rappresentato la svolta e il rilancio definitivo; Cruz, incapace di intercettare il crogiolo multietnico newyorchese, dimostra tutta la vulnerabilità di un candidato ultrà religioso.
Il 26 aprile, il SuperTuesday in Pennsylvania, Delaware, Rhode Island, Connecticut, Maryland segna l'approssimarsi della fine per Cruz. Trump stravince dappertutto, sfondando la barriera psicologica del 50%; Cruz è marginalizzato 4 volte su 5 dietro a Kasich, rifiutato dall'elettorato bianco, industrializzato del Midwest. Cruz ottiene il secondo posto col 22% solo nella grande Pennsylvania con Trump al 57% mentre Kasich vicino al 19%; negli altri stati arriva sempre terzo: Delaware (Trump 61%, Kasich 20% Cruz 16%); Connecticut (Trump 58%, Kasich 29%, Cruz 12); Rhode Island (Trump 64%, Kasich 24%, Cruz 10%); Maryland (Trump 54%, Kasich 23% e Cruz 19%). Morale: ben 111 delegati a Trump, Kasich a 6, Cruz a 2.

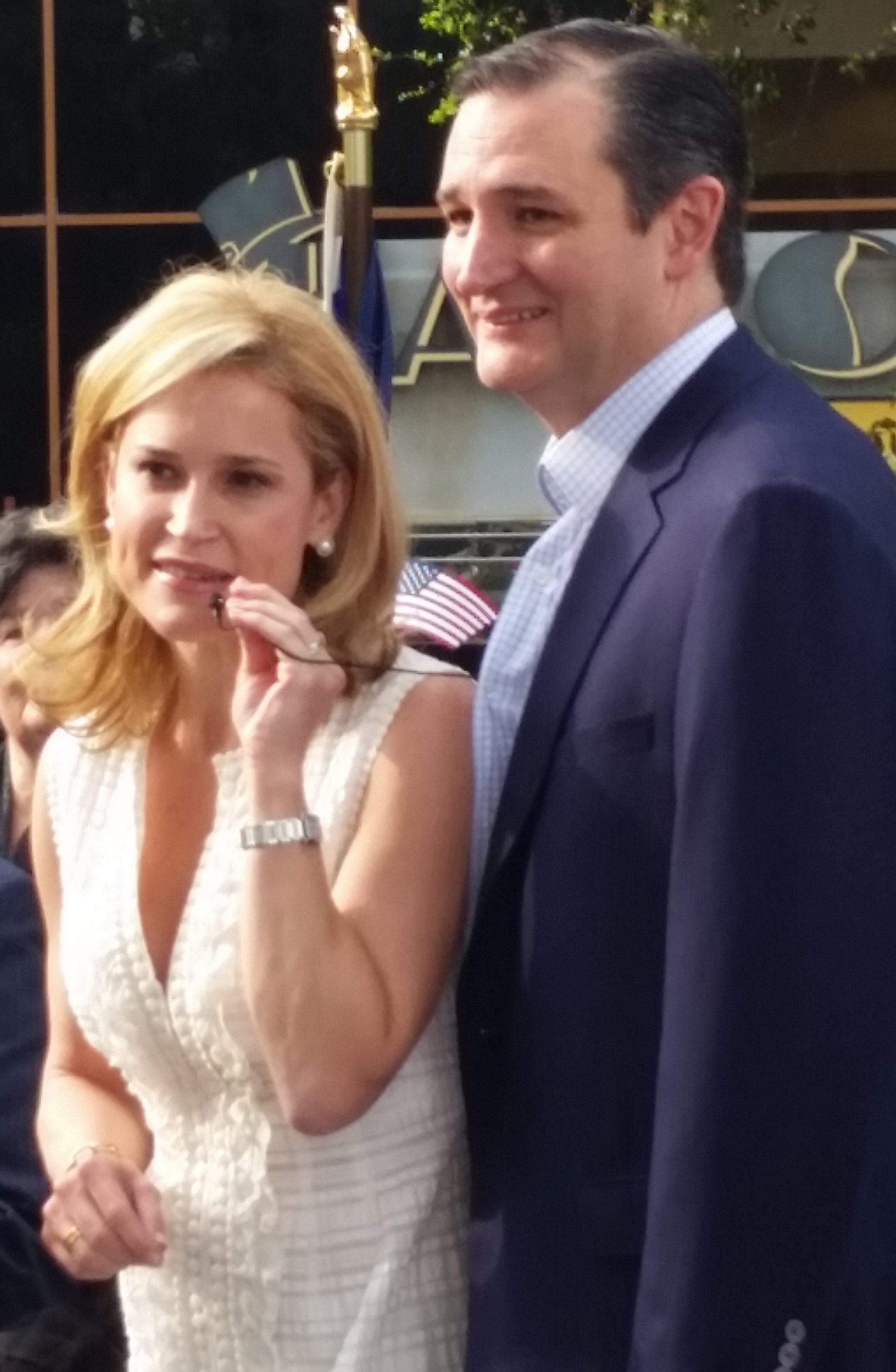
Cruz con la moglie Heidi ad un evento a Houston, marzo 2015

All'angolo, Cruz stringe un patto di alleanza con Kasich in chiave anti-Trump, lasciando campo libero negli Stati moderati (Nuovo Messico, Oregon, Washington e New Jersey); Kasich avrebbe evitato di fare campagna negli Stati conservatori e agricoli (Indiana, Nebraska, Montana, Dakota del Sud, Virginia Occidentale) in modo da impedire a Trump di raggiungere la maggioranza dei delegati. La mossa machiavellica non piace agli elettori.
Cruz decide di scegliere l'ex candidata repubblicana 2016, l'ex presidente e ad di HP, Carly Fiorina, come sua candidata vicepresidente. È la prima volta in assoluto che un candidato decide di scegliere il suo vicepresidente senza avere il numero di delegati necessario alla Convention. La scelta è unanimemente bollata come mossa disperata, e sarà controproducente.
Il 3 maggio, le primarie in Indiana (da decenni sempre ininfluenti) rappresentano la pietra tombale per la campagna di Cruz. Trump si aggiudica il 53% vincendo in tutti i distretti elettorali dello Stato, Cruz al 37%, Kasich al 8%; a Trump vanno tutti i 57 delegati. Cruz si ritira, seguito il giorno dopo da Kasich. Alla Convenzione nazionale del GOP a Cleveland, tenuta a luglio, Cruz pronuncia un discorso invitando gli elettori a "votare secondo la propria coscienza", contestato dai delegati per il rifiuto di appoggiare Trump; solo il 23 settembre, infine, annuncia ufficialmente il proprio voto a Trump.

#### Curiosità sulla sua candidatura
È il secondo candidato in assoluto (seguito da Marco Rubio e John Kasich) a ritirarsi col maggior numero di Stati vinti (11), delegati (546), voti (7 321 418) e percentuale (27,5%). Come secondo alle primarie, egli ha ottenuto 3 milioni di voti in più rispetto a Mitt Romney e Mike Huckabee (2º nel 2008) e 4 milioni in più rispetto a Rick Santorum (2º nel 2012) più che doppiando i delegati ottenuti dagli stessi nel 2008 e 2012 (278 Huckabee 271 Romney e 245 Santorum). È il primo a ritirarsi dopo le primarie dell'Indiana; il secondo americano di origini cubane (nato in Canada da padre cubano e madre statunitense) dopo Marco Rubio (secondo fra i repubblicani e in assoluto), a ritirarsi dopo un voto elettorale. È il decimo dopo Marco Rubio (Florida-SuperTuesday 1º marzo), Ben Carson (SuperTuesday 1º marzo), Jeb Bush (Carolina del Sud), Jim Gilmore, Carly Fiorina, Chris Christie (New Hampshire), Rick Santorum, Rand Paul e Mike Huckabee (Iowa) a ritirarsi dopo un voto elettorale; quindicesimo in assoluto dopo George Pataki, Lindsey Graham, Bobby Jindal, Scott Walker e Rick Perry. È anche il candidato che ha ricevuto più endorsement nel 2016, sia tra repubblicani che democratici, da ex candidati repubblicani: l'ex governatore del Texas Rick Perry, l'ex ad e presidente di HP Carly Fiorina, il senatore della Carolina del Sud, Lindsey Graham, l'ex governatore della Florida Jeb Bush e del governatore del Wisconsin Scott Walker. Ha ricevuto anche l'appoggio di Romney in Utah. È anche il primo candidato del 2016 a scegliere il suo candidato vicepresidente in Carly Fiorina, nonché il primo in assoluto a farlo senza aver vinto ancora la nomination ma anzi impossibilitato a raggiungerla alle primarie. È anche il terzo e ultimo battista (della Convenzione del Sud) a ritirarsi dopo Mike Huckabee e Lindsey Graham..

### Controversia di Cancùn
È stato rieletto in una serrata corsa al Senato nel 2018 contro il candidato democratico Beto O'Rourke. Dopo l'attacco al Campidoglio del gennaio 2021, Cruz è stato tra coloro che si sono opposti alla certificazione della vittoria di Joe Biden nelle elezioni presidenziali del 2020.
Nel febbraio 2021, durante una storica tempesta invernale in cui 4,3 milioni di residenti in Texas sono rimasti senza energia elettrica e milioni di altri senza acqua potabile, Cruz e la sua famiglia sono stati avvistati su un aereo diretto a Cancún, in Messico, dove avevano intenzione di soggiornare al Ritz Carlton e stare lontani dalla loro casa, definita dalla moglie Heidi in un messaggio inviato ad un gruppo di amici "freezing", ovvero congelata. Gli alleati politici e i rivali di Cruz lo hanno condannato per aver lasciato il Texas durante una crisi così grave e aver viaggiato a livello internazionale durante la pandemia di COVID-19. Più tardi, quel giorno, Cruz, fotografato al check-in dell'aeroporto di Cancùn in maglietta con le maniche corte, è tornato in Texas dicendo che la vacanza era stata un errore e scaricando la responsabilità del viaggio al caldo sulle due giovani figlie.

## Vita privata
Sposato con Heidi Nelson dal maggio 2001, è padre di due figlie, Caroline e Catherine. La coppia si è incontrata quando Cruz stava lavorando alla campagna presidenziale del 2000 di George W. Bush. Heidi ha lasciato la sua posizione di capo della regione sud-ovest nella divisione di gestione degli investimenti di Goldman Sachs nel 2016 per sostenere la corsa alla presidenza di Cruz. In precedenza lei ha lavorato alla Casa Bianca per Condoleezza Rice e a New York come banchiere di investimento. Cruz vive a River Oaks, Houston.
Cruz ha scherzato: "Sono cubano, irlandese e italiano, eppure in qualche modo sono finito battista del sud". Gli piace indossare stivali da cowboy, ma si è astenuto dal farlo quando ha discusso davanti alla corte Rehnquist.
Nel 2018, secondo OpenSecrets, il patrimonio netto del senatore Cruz era di oltre 3,1 milioni di dollari.